# شهرستان آرتاباسکا
شهرستان آرتاباسکا (به انگلیسی: Arthabaska Regional County Municipality) یک منطقهٔ مسکونی در کانادا است که در سانتر-دو-کبک واقع شده‌است. شهرستان آرتاباسکا ۱٬۹۱۰٫۶۰ کیلومتر مربع مساحت و ۶۹٬۲۳۷ نفر جمعیت دارد.